# Hongaarse minderheid in Oekraïne

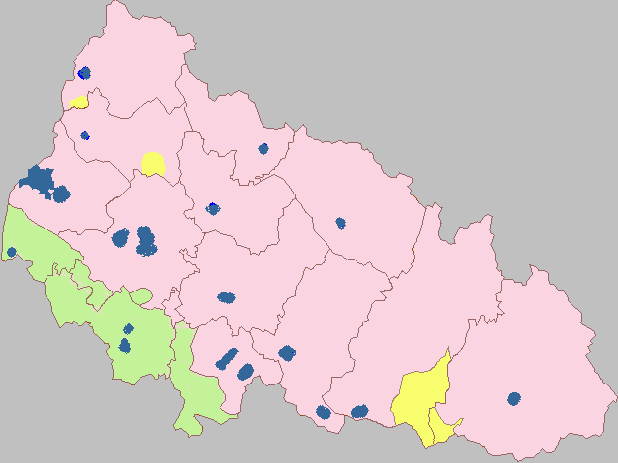
Etnische kaart van de oblast Transkarpatië in 2001.
Oekraïners (incl. Roethenen)
Hongaren
Roemenen
gemengd (incl. Roethenen) en Russen

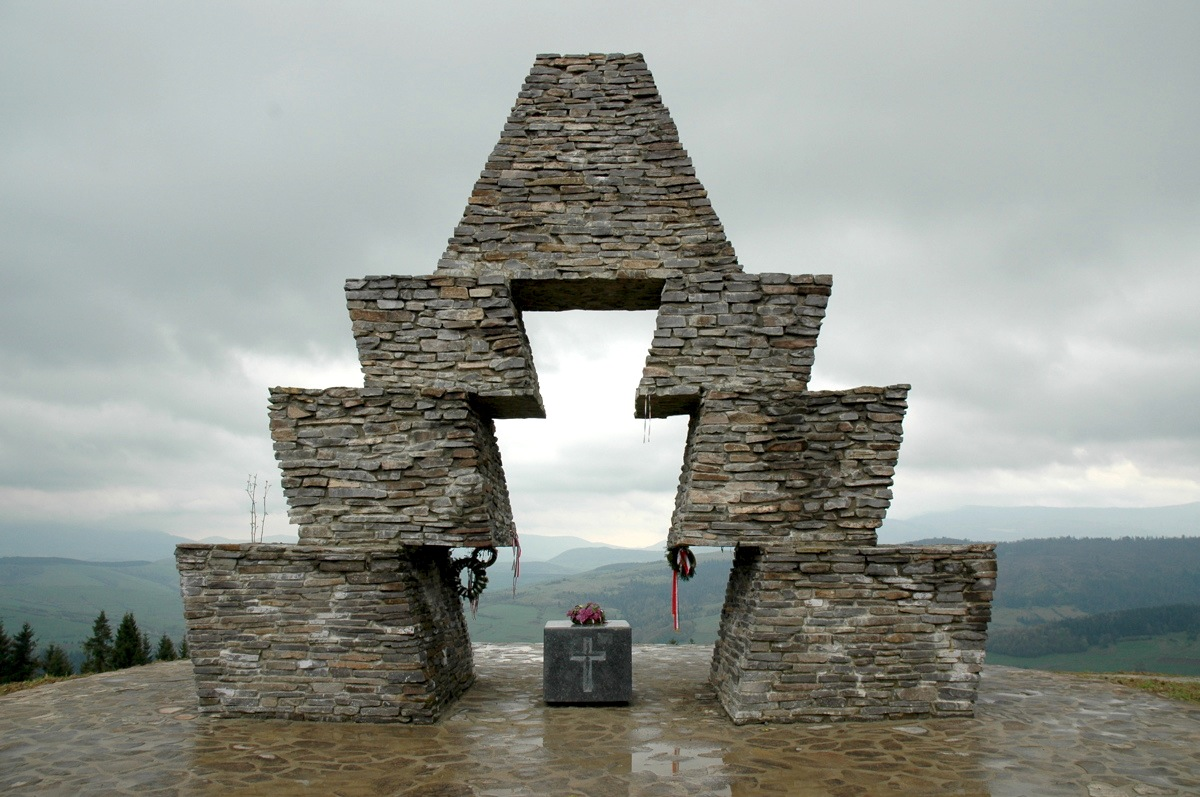
Monument voor het binnentrekken van de Hongaren bij de Vereck-pas

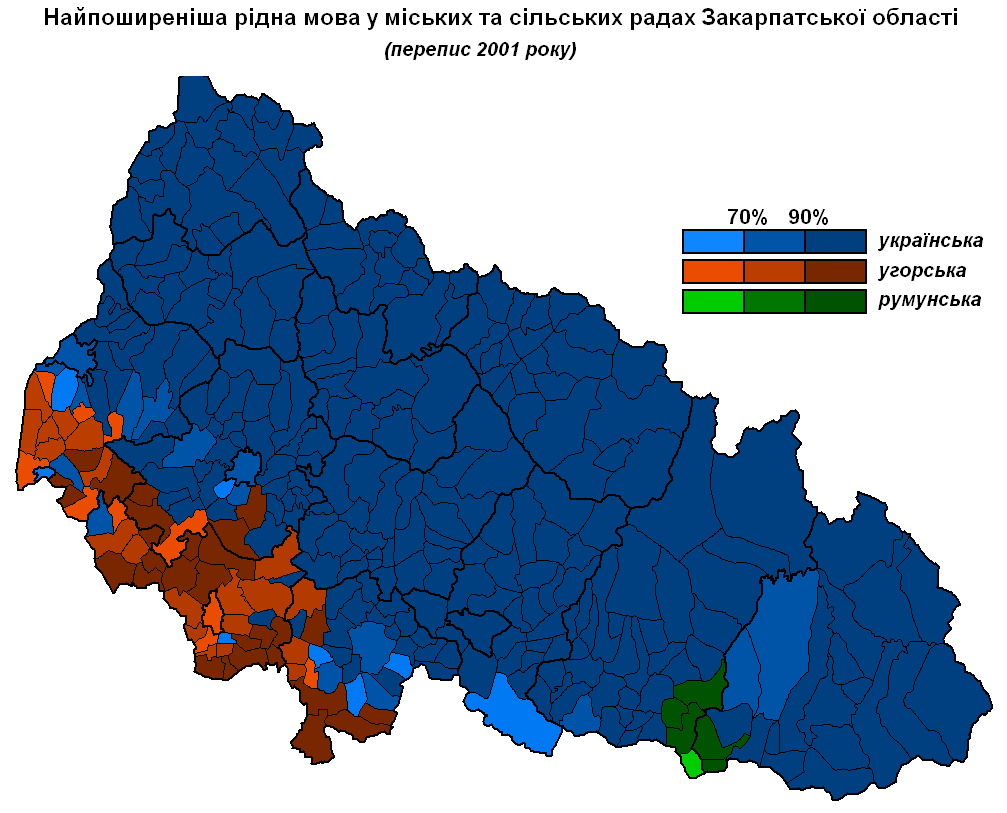
Talen in Transkarpatië

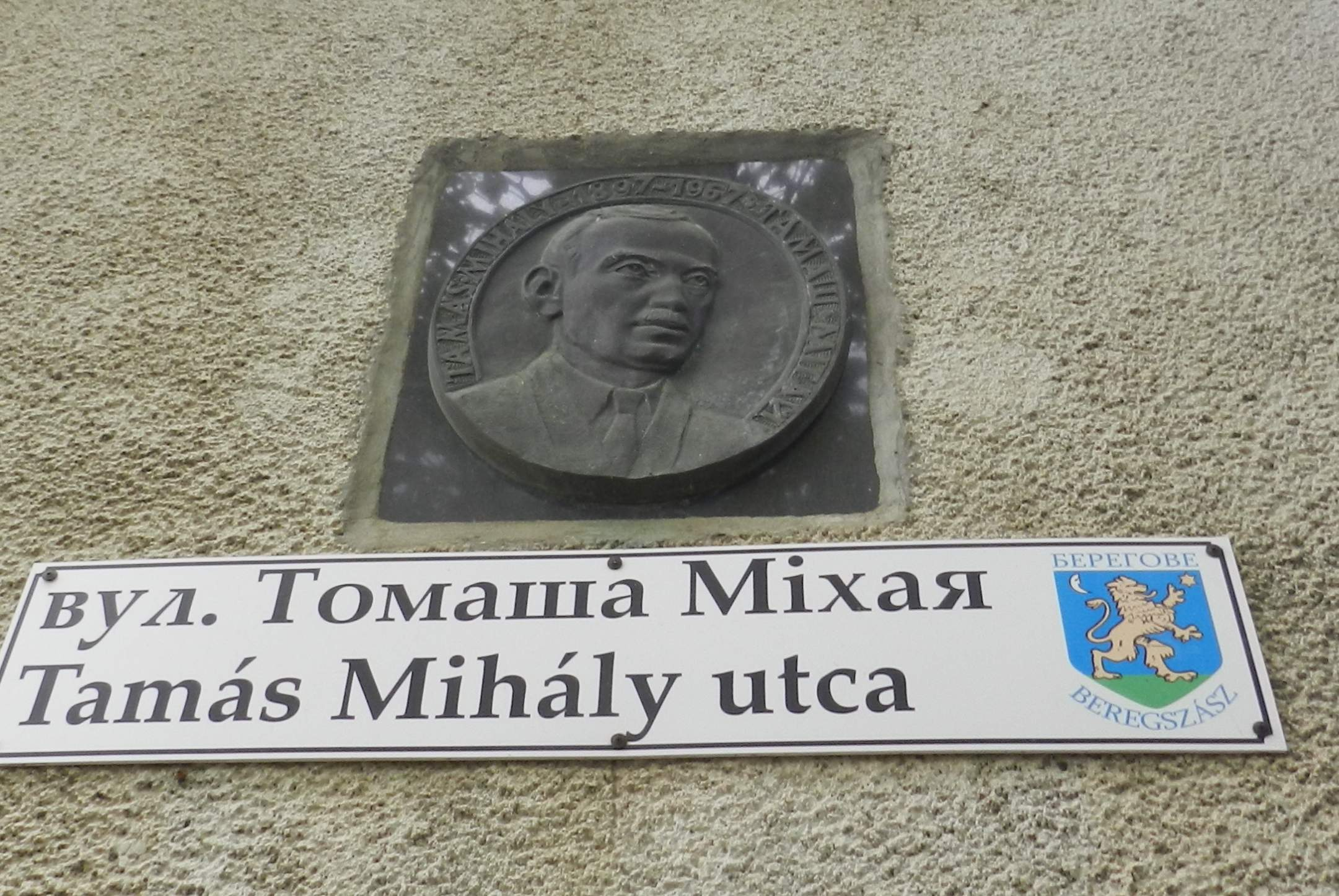
Tweetalig Oekraïens-Hongaars straatnaambord in Oekraïne

De Hongaarse minderheid in Oekraïne maakt met 156.600 personen 0,3% van de Oekraïense bevolking uit (2001). Ze woont geconcentreerd langs de Hongaarse grens in de oblast Transkarpatië. De Hongaren vormen in die provincie met 151 533 personen 12,1% van de bevolking.
De Hongaarse minderheid in dit gebied ontstond door het Verdrag van Trianon waarin de opdeling van Hongarije werd vastgelegd. De Hongaren in het gebied werden in de loop van de geschiedenis na Hongaars achtereenvolgens Tsjecho-Slowaaks, Sovjet- en sinds 1990 Oekraïens staatsburger.

## Geschiedenis
De Hongaren kwamen volgens de geschiedschrijving in het jaar 895 of 896 via de Vereck-pas (Hongaars: Vereckei hágó, Oekraïens: Serednij Werezkyj pas) het gebied binnen vanuit hun eerdere woongebied Etelköz dat nabij de Wolga lag. Ze werden aangevoerd door de stamleider Árpád. Tijdens de tijd van de Árpád dynastie werden in het gebied de comitaten Borsova (later Bereg) en Ung gesticht. In de eeuwen daarna werden er parochies gesticht en kwamen er in het gebied Hongaarse grenswachters en lagere adel te wonen. In 1241 verwoestten de Mongolen het gebied met hun inval in Hongarije. Ook een groot deel van de bevolking werd uitgemoord. Na het plotselinge vertrek van de Mongolen een jaar later werd het gebied op aandringen van de Hongaarse koning bevolkt door Duitse kolonisten en kwamen er ook Roethenen naar het gebied (de voorvaders van de huidige Oekraïense bevolking).
Toen het historische Hongarije in 1526 in drie delen uiteenviel kwam het gebied eerst in handen van de Habsburgers (Oostenrijk) en later kwam het gebied in handen van het Vorstendom Transsylvanië. In de revolutiejaren 1848-1849 kwam de bevolking (Hongaren en Roethenen) in opstand tegen het Habsburgse regiem. Na het neerslaan van de revolutie duurde het nog bijna twee decennia voordat de ausgleich een feit werd en daarmee de Hongaren en Oostenrijkers op gelijke voet in de nieuwe Donaumonarchie kwamen te staan. In 1867 begon een periode waarin Hongarije zich snel ontwikkelde ook de steden Ungvár (Nu Oezjhorod) en Munkács (Moekatjeve) profiteerden hier ook van en ontwikkelden zich als handels- en kenniscentra waarin ook de Joodse bevolking een belangrijk aandeel had.
In 1918 werd een Radenrepubliek uitgeroepen, met het verdrag van Trianon werd het gebied afgesneden van Hongarije en werd het deel van het nieuwe land Tsjecho-Slowakije. Onder dat bewind bleven de Hongaren belangrijke posities houden maar er werden ook veel Tsjechen en Slowaken naar het gebied gestuurd voor banen in het bestuur, de spoorwegen, politiediensten etc.
In 1938 werd tijdens de Eerste Scheidsrechterlijke Uitspraak van Wenen bepaald dat het zuidelijke deel van het gebied (waar de meeste etnische Hongaren wonen) weer werd toegewezen aan Hongarije. In 1939 bezette het Hongaarse leger de overige delen van Transkarpatië. Aan het einde van de tweede wereldoorlog nam het Sovjetleger het gebied in en vanaf 1945 werd het gebied onderdeel van de Sovjet-Unie. In 1991 werd de deelrepubliek Oekraïne zelfstandig en kwam het gebied opnieuw onder een nieuwe staat te vallen.
Het aantal Hongaren en hen aandeel in de totale bevolking van het gebied zijn sinds het uiteenvallen van eerst Hongarije en later de Sovjetunie geleidelijk dalende. Veel etnische Hongaren kunnen dankzij de Hongaarse wetgeving een Hongaars staatsburgerschap aanvragen. Dit leidt ertoe dat velen met dat paspoort op zak werk zoeken in de Schengen-zone.

## Bevolking
Van oudsher wonen er Hongaren in het gebied langs de huidige Hongaarse grens. Verder vormden de Hongaren in de grotere steden voor 1920 een meerderheid van de bevolking. Dit was bijvoorbeeld het geval in Oezjhorod en Moekatsjeve. Berehove is de enige stad met een Hongaarse meerderheid.
In de volgende tabel is het aantal Hongaren in 2001 per rajon weergegeven (oude indeling van van voor 2020):
| Rayon                                        | Bevolking | Aantal Hongaren | Percentage |
| -------------------------------------------- | --------- | --------------- | ---------- |
| Berehove (rajon) (Beregszászi járás)         | 54.062    | 41.163          | 76,1%      |
| Velykyy Berezny (rajon) (Nagybereznai járás) | 28.211    | 15              | —          |
| Vynohradiv (rajon) (Nagyszőlősi járás)       | 117.957   | 30.874          | 26,2%      |
| Volovets (rajon) (Volóci járás)              | 25.474    | 25              | —          |
| Irsjava (rajon) (Ilosvai járás)              | 100.905   | 114             | 0,1%       |
| Mizhhiria (rajon) (Ökörmezői járás)          | 49.890    | 8               | —          |
| Moekatsjevo (rajon) (Munkácsi járás)         | 101.443   | 12.871          | 12,7%      |
| Peretsjyn (rajon) (Perecsenyi járás)         | 32.026    | 78              | —          |
| Rachiv (rajon) (Rahói járás)                 | 90.945    | 2.929           | 3,2%       |
| Svaliava (rajon) (Szolyvai járás)            | 54.869    | 383             | 0,7%       |
| Tjatsjiv (rajon) (Técsői járás)              | 171.850   | 4.991           | 2,9%       |
| Oezjhorod (rajon) (Ungvári járás)            | 74.399    | 24.822          | 33,4%      |
| Choest (rajon) (Huszti járás)                | 96.960    | 3.785           | 3,9%       |

Naast de rajons vormen de Hongaren ook in de stadsrajons grotere gemeenschappen. Zo wonen er in Berehove 12.785 Hongaren, in Oezjhorod 7.972 Hongaren, in Moekatsjeve 6.975 Hongaren en in Khust 1.726 Hongaren.

### Historische bevolkingssamenstelling Transkarpatië
De huidige oblast ontstond in 1944 als onderdeel van de Sovjet-Unie. In 1921 was het onderdeel van het nieuwgevormde land Tsjecho-Slowakije. Daarvoor was het gebied ingedeeld in comitaten en onderdeel van Hongarije (dat weer onderdeel was van de Habsburgse Oostenrijks-Hongaarse Monarchie).
In 1921 had het gebied 606.568 inwoners, waarvan 372.884 Russen (Roethenen) (61,47%), 102.144 Hongaren (16,83%), 80.059 Joden (13,19%), 19.737 Tsjecho-Slowaken (3,25%).
In 1959 had het gebied 920.173 inwoners, waarvan 686.464 Oekraïners (Roethenen) (74,6%), 146.247 Hongaren (15,89%).
In 1989 had het gebied 1.245.618 inwoners, waarvan 976.749 Oekraïners (78,41%) en 155.711 Hongaren (12,5%).
In 2001 had het gebied 1.010.100 Oekraïners (80,5%) en 151.500 Hongaren (12,1%).
Volgens schattingen is het aantal Hongaren in 2011 gedaald tot circa 140.000 en is hun aantal in 2017 gezakt tot rond 130.000.

## Religie
De Hongaren hangen over het algemeen of de Hongaars Gereformeerde Kerk (zie: Hervormde Kerk in Oekraïne) of de Rooms Katholieke kerk aan (zie: Rooms Katholieke kerk in Transkarpatië).

## Onderwijs

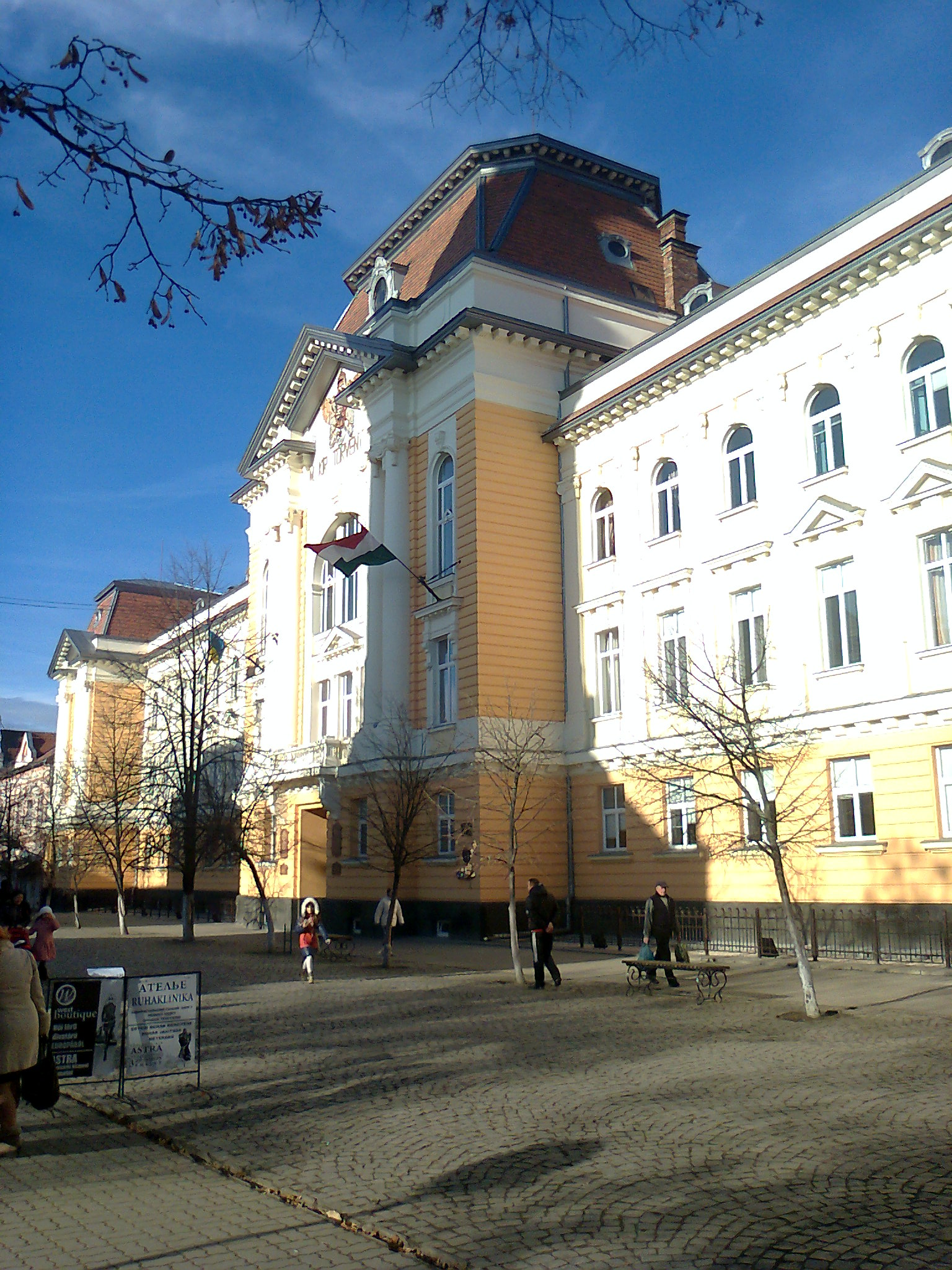
Gebouw van de Hongaarse Hogeschool in Berehove

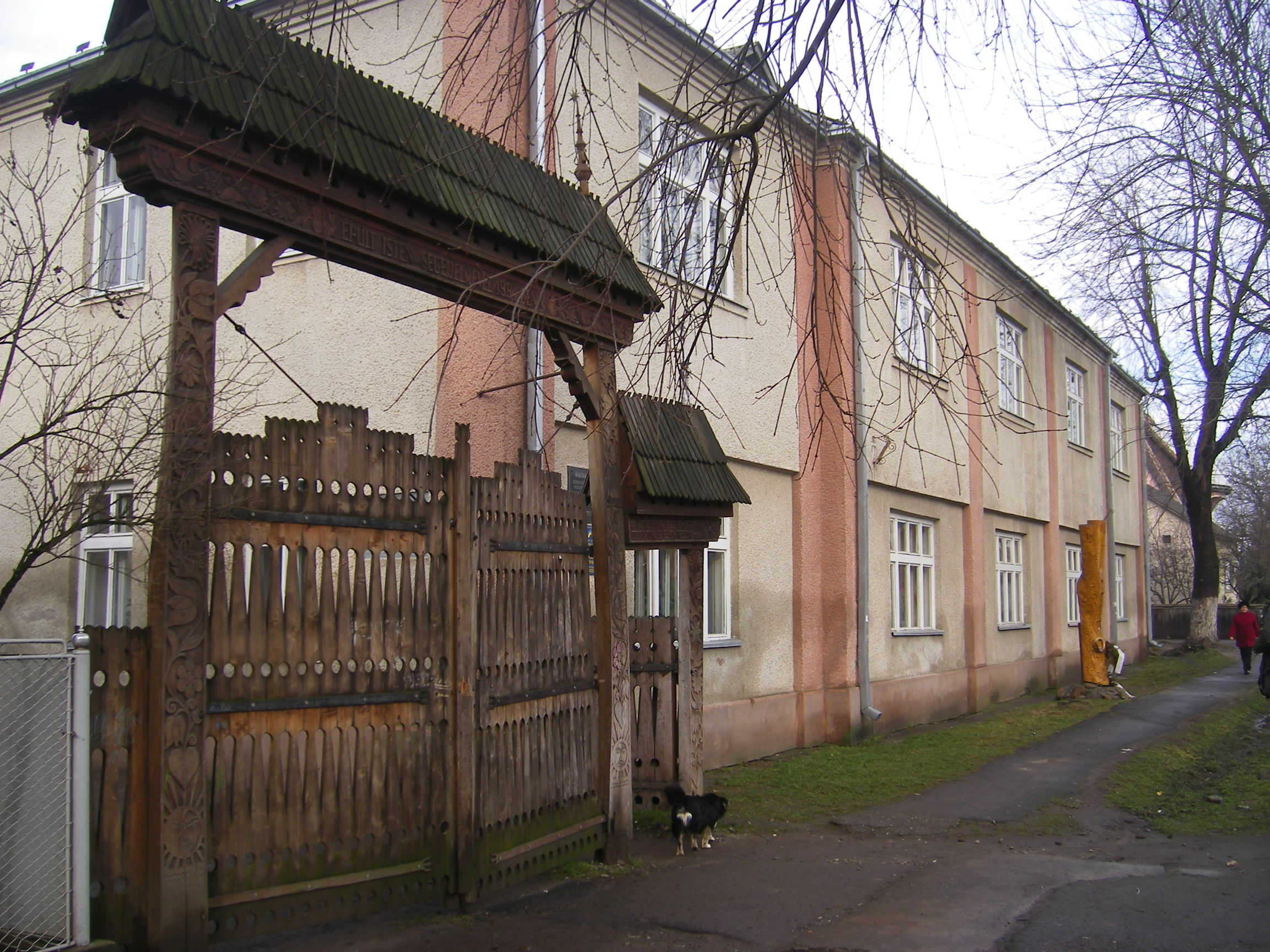
Hongaarstalige middelbare school van Vysjkovo

In Berehove is een Hongaarstalige Hogeschool (II. Rákóczi Ferenc Kárpátaljai Magyar Főiskola) gevestigd. Verder wordt aan de Nationale Universiteit van Oezjhorod een studie Finoegristiek in het Hongaars aangeboden en is er een Hongaarstalige Faculteit met pedagogische en natuurwetenschappelijke studies.
Verder zijn er in de regio 35 Hongaarstalige middelbare scholen:
- Bolyai János Líceum - Solotvyno (Aknaszlatina)
- Barkaszói Líceum - Barkasovo (Barkaszó)
- Bátyúi Líceum - Batjovo (Bátyú)
- Kossuth Lajos Líceum Berehove (Beregszász)
- 10e Liceum - Berehove (Beregszász)
- Zrínyi Ilona Líceum - Berehove (Beregszász)
- Széchenyi István Líceum - Tsjop (Csap)
- Csepei Líceum - Tsjepa (Csepe)
- Bocskay István Líceum - Esenj (Eszeny)
- Feketeardói Líceum - Tsjornotysiv (Feketeardó)
- Kovács Vilmos Líceum - Hat (Gát)
- Jánosi Líceum - Janosji (Jánosi)
- Kisdobronyi Líceum - Mala Dobron Kisdobrony
- Koncházai Líceum - Koncovo (Koncháza)
- Kőrösmezői Líceum - Jassinja (Kőrösmező)
- Arany János Líceum - Kosonj (Mezőkaszony)
- II. Rákóczi Ferenc Líceum - Moekatsjevo (Munkács)
- Dobrai Péter Líceum - Veliki Beregi (Nagybereg)
- Nagydobronyi Líceum - Veliki Dobron (Nagydobrony)
- Hunyadi János Líceum - Muzjiyovo (Nagymuzsaly)
- Móricz Zsigmond Líceum - Veliki Palad (Nagypalád)
- Perényi Zsigmond Líceum - Vynohradiv (Nagyszőlős)
- Nevetlenfalui Líceum - Nevetlenfoloe (Nevetlenfalu)
- Kölcsey Ferenc Líceum - Pyjterfolvo (Péterfalva)
- 1e Liceum - Rachiv (Rahó)
- Mikes Kelemen Líceum - Sjalanki (Salánk)
- Dobó István Líceum - Sjislivti (Sislóc)
- Szürtei Líceum - Sjoerte (Szürte)
- Hollósi Simon Középiskola Tjatsjiv (Técső)
- Tiszacsomai Gimnázium - Tsjoma (Tiszacsoma)
- Széchenyi István Líceum - Vylok (Tiszaújlak)
- Dayka Gábor Líceum - Oezjhorod (Ungvár)
- Vári II. Rákóczi Ferenc Líceum - Vari (Váry)
- Verbőci Líceum - Verbovets (Verbőc)
- Kölcsey Ferenc Líceum - Vysjkovo (Viski)

## Media
De Hongaarse minderheid heeft een eigen nieuwsblad: Kárpáti igaz szó ("Ware woord van de Karpaten"). De krant verschijnt 3 keer per week op 8-16 stroken A3-formaat met een oplage van 8-9 duizend exemplaren. De krant werd in 1919 opgericht onder de naam Múnkás ujság ("Arbeiderskrant"). De moderne naam bestaat sinds 1946. Van 1945 tot 1967 dupliceerde het de Oekraïenstalige krant "Zakarpatska Pravda", en werd daarna een afzonderlijke onafhankelijke publicatie.
Verder verschijnt het weekblad Kárpátalja (Voet van de Karpaten) in de Hongaarse taal.
Qua media is er 6 uur per dag een Hongaarstalig tv-programma te ontvangen via de zender 21TV Uzhorod. Tijdens de Hongaarstalige uitzendingen heet de zender 21TV Ungvár.
Op de radio zendt de commerciële zender Pulzus FM uit op 92,1 FM vanuit Berehove / Beregszász in de Hongaarse taal en deels in het Oekraïens.